# Polly Maria Höfler
Polly Maria Höfler, née le 30 avril 1907 à Metz (Empire allemand ; aujourd'hui en France) et morte le 17 février 1952 à Francfort-sur-le-Main (Allemagne), est une femme de lettres allemande. Elle est l'auteure, en 1937, du best-seller André und Ursula.

## Biographie
Polly Maria Höfler naît le 30 avril 1907, à Metz, une ville de garnison animée d'Alsace-Lorraine. Polly connaît une enfance heureuse dans la cité messine, ville qu'elle doit quitter en 1919, à la suite de la rétrocession de l'Alsace-Moselle à la France. Polly Maria Höfler gardera toujours un amour sincère pour sa chère patrie, qu'elle ne quittera jamais totalement. En 1935, elle publie ainsi Der Weg in die Heimat. En 1937, Polly Maria Höfler publie André und Ursula, un roman pacifiste qui connaît un succès immédiat,. La guerre mettra fin à ses rêves de retour. 
Polly Maria Höfler s'éteignit le 17 février 1952,  à Francfort-sur-le-Main, en Allemagne.

## Œuvres
- Der Weg in die Heimat, Franz-Eher-Verlag, Munich, 1935.
- André und Ursula, Frundsberg Verlag, Berlin, 1937.
- Der Mann, der den Karren schob, Büchergilde Gutenberg, 1941.
- Das dreifache Leben, Amandus Verlag, Vienne, 1952.

## Postérité
En 1955, le réalisateur Werner Jacobs adapte le roman André und Ursula pour le cinéma, avec Ivan Desny et Elisabeth Müller dans les rôles principaux.